# Úrok z prodlení
Úrok z prodlení je platba, která náleží věřiteli, pokud dlužník nesplnil své povinnosti a včas nesplatil svůj peněžitý závazek (tzv. prodlení), ledaže dlužník není za prodlení odpovědný. Nejedná se o sankci, ale o náhradu ceny peněz (tedy náhrada za věřitelovu nemožnost jimi ke dni splatnosti disponovat). Nárok na úrok z prodlení vzniká věřiteli nezávazně na důvodech, které vedly k nesplnění včasného závazku. Dlužník je povinen zaplatit úrok dnem, kdy nedodržel datum splatnosti, až do dne zaplacení.

## Úrok z prodlení v českém občanském zákoníku
Výše úroku z prodlení může být smluvně dohodnuta (např. ke každému dni po datu splatnosti – pohybuje se řádově v promile – nebo měsíčně – pohybuje se max. v několika procentech) nebo vyplývá z právního předpisu (repo sazba + 8 procentních bodů). Základem pro výpočet úroku je částka peněžitého závazku (ke které se úrok z prodlení s každým nedodrženým datem splatnosti přičítá, takže ve skutečnosti opisuje dlužná částka mírnou exponencielu). Věřitel má právo dovolat se neúčinnosti ujednání o úroku z prodlení, které se odchyluje od zákona tak, že se zřetelem ke všem okolnostem a podmínkám případu zhoršuje jeho postavení, aniž je pro takovou odchylku spravedlivý důvod. Prohlásí-li soud ujednání za neúčinné, použijí se namísto něho ustanovení zákona, ledaže soud rozhodne v zájmu spravedlivého řešení jinak. Je v zájmu dlužníka, aby úroky z prodlení nenavýšily dlužnou částku do výše, ve které ji nebude schopen splácet – jedna z možností je dohodnutí splátkového kalendáře.

## Úrok z prodlení v českém daňovém řádu
Daňový subjekt je v prodlení, neuhradí-li splatnou daň nejpozději v den její splatnosti. Daňovému subjektu vzniká povinnost uhradit úrok z prodlení za každý den prodlení, počínaje pátým pracovním dnem následujícím po dni splatnosti až do dne platby včetně. Výše úroku z prodlení odpovídá výši repo sazby ČNB zvýšené o 14 procentních bodů, platné pro první den příslušného kalendářního pololetí. Úrok z prodlení se uplatní nejvýše za 5 let prodlení.
Správce daně může na žádost daňového subjektu nebo z moci úřední povolit posečkání úhrady daně, popřípadě rozložení její úhrady na splátky. Po dobu povoleného posečkání nevzniká daňovému subjektu povinnost hradit úrok z prodlení. Za dobu posečkání vzniká daňovému subjektu povinnost uhradit úrok z posečkané částky, který odpovídá ročně výši repo sazby ČNB zvýšené o 7 procentních bodů. Správce daně může upustit od předepsání úroku z posečkání, pokud by ekonomické nebo sociální poměry daňového subjektu zakládaly tvrdost uplatněného úroku.